# Jonatan Kotzke
Jonatan Kotzke (* 18. März 1990 in Pinneberg) ist ein deutscher Fußballspieler.

## Laufbahn

### Jugend und 1. FC Nürnberg
Kotzke begann beim Oberasbacher Verein TSV Altenberg mit dem Fußballspielen. 2001 wechselte er in die Nachwuchsabteilung des 1. FC Nürnberg. 2008 gab er als A-Jugendlicher sein Debüt im Erwachsenenbereich, am 17. Oktober stand er beim Gastspiel der zweiten Nürnberger Mannschaft in Ulm in der Startaufstellung. Am 16. November gehörte er zum Aufgebot der ersten Mannschaft beim Zweitligaspiel in Ingolstadt, kam aber nicht zum Einsatz. Stattdessen spielte er nun regelmäßig für die U-23 in der Regionalliga Süd. Im Sommer 2009 unterschrieb er beim Club einen Profivertrag. Aufgrund einer Verletzung fiel er aber in den nächsten Monaten aus, erst am Ende der Vorrunde kam er wieder zu drei Kurzeinsätzen für die zweite Mannschaft. In der Rückrunde folgten 15 weitere Spiele für die U-23, wobei er ein Tor schoss. Im Kader der Bundesligamannschaft stand er bei keinen Spiel. Auch in der nächsten Saison wurde er ausschließlich in der U-23 eingesetzt, er kam in der Spielzeit 2010/11 auf 25 Spiele.

### Über München nach Regensburg
Im Sommer 2011 verließ er den 1. FC Nürnberg und unterschrieb beim TSV 1860 in München. Dort war er für die ebenfalls in der Regionalliga Süd spielende U-23 der Löwen vorgesehen, Trainer Reiner Maurer holte ihn zur Vorbereitung auf die neue Saison in den Kader der Zweitligamannschaft. Er kam in zehn Testspielen zum Einsatz. Beim Saisonauftakt in Braunschweig am 17. Juli gehörte er ebenso zum 18er-Kader wie bei den Spielen in Cottbus und gegen Aue am dritten und vierten Spieltag. Nachdem er auch an den beiden folgenden Spieltagen zum Aufgebot gehörte, aber weiter ohne Einsatz blieb, spielte er am 3. September beim Spiel in Worms erstmals für die U-23 der Löwen. Bis zur Winterpause war er insgesamt 16 Mal für die U-23 aufgelaufen. Er stand zwar auch bei einigen Spielen im Zweitligakader, wurde aber nicht eingesetzt. In der Vorbereitung auf die Rückrunde kam er in vier Testspielen zum Einsatz, sein erstes Pflichtspiel für die erste Mannschaft der Sechzger bestritt er dann am 8. April 2012, als er beim Spiel beim SC Paderborn 07 eingewechselt wurde. Danach spielte er noch einige Male für die U-23. Nach Ablauf der Spielzeit schlug er ein Angebot zur Vertragsverlängerung aus und verließ den TSV 1860 somit nach einem Jahr wieder.
Zur Saison 2012/13 wechselte er, mit einem Zweijahresvertrag ausgestattet, zum SSV Jahn Regensburg. Beim Jahn wurde er Stammspieler und absolvierte bis zur Winterpause 18 Zweitligaspiele, ehe er sich einen Kreuzbandriss zuzog und den Rest der Saison ausfiel. Am Saisonende stieg die Mannschaft in die 3. Liga ab. Nach seiner Genesung wurde Kotzke dort in der folgenden Saison erneut Stammspieler und kam auf 26 Einsätze.

### Dritte Liga in Wiesbaden und Aalen
Zur neuen Saison 2014/2015 wechselte Kotzke im Sommer 2014 zum SV Wehen Wiesbaden, wo er sich allerdings bereits im zweiten Spiel der Saison einen erneuten Kreuzbandriss zuzog und daraufhin über ein halbes Jahr lang ausfiel. Erst acht Monate später kam er wieder zum Einsatz, als er in zwei Spielen für die zweite Mannschaft des Vereins in der fünften Liga sowie in einem weiteren Drittligaspiel in der Profimannschaft zum Einsatz kam. In den Planungen des Vereins für die folgende Saison 2015/16 spielte er daraufhin keine Rolle mehr, weshalb Kotzke die gesamte Vorrunde über zu keinem Einsatz kam.
Nachdem er in der Winterpause erfolglos bei den Ligakonkurrenten Holstein Kiel und Chemnitzer FC zur Probe trainierte, löste der SV Wehen Wiesbaden im Januar 2016 den Vertrag mit Kotzke auf. Anschließend wechselte Kotzke zum Liga-Rivalen VfR Aalen, bei dem er einen Vertrag über ein halbes Jahr bis zum Saisonende unterschrieb. Bei den Aalenern wurde er wieder Stammspieler und kam bis zum Ende der Spielzeit auf 15 Einsätze. Eine Verlängerung seines auslaufenden Vertrages scheiterte jedoch an einer zu langen Bedenkzeit Kotzkes, da für seine Position mit Yannick Deichmann in der Zwischenzeit ein neuer Spieler schneller zugesagt hatte.

### Regionalliga in Watzenborn-Steinberg und Ingolstadt
Nach einmonatiger Vereinslosigkeit schloss sich Jonatan Kotzke im August 2016 dem Regionalliga-Aufsteiger Teutonia Watzenborn-Steinberg an, bei dem er einen Vertrag über zwei Jahre unterschrieb. Zuvor waren Verhandlungen mit dem Drittligisten FSV Frankfurt über eine Verpflichtung gescheitert. Bei den Hessen wurde er Leistungsträger im Mittelfeld sowie Vizekapitän der Mannschaft; am Ende der Saison stieg der Verein jedoch wieder in die Oberliga ab. Daraufhin schloss er sich zur Saison 2017/18 der zweiten Mannschaft des FC Ingolstadt 04 an, die in der Regionalliga Bayern spielt. Am 1. Dezember 2018 debütierte er unter dem Interimstrainer Roberto Pätzold in der ersten Mannschaft, als er bei der 1:2-Niederlage im Zweitligaspiel gegen den Hamburger SV über die volle Spielzeit spielte.

### Wechsel nach Polen
Nach dem Abstieg seines Vereins wechselte er im Sommer 2022 zu Górnik Zabrze in die 1. polnische Liga.